# پنیر چرکسی
پنیر چرکسی (آدیغی: адыгэ Къуае) نام یک نوع پنیر است که که در قفقاز شمالی، سرزمین شام و دیگر مناطق چرکس‌نشین تولید و استفاده می‌شود.